# 竪穴状平地建物

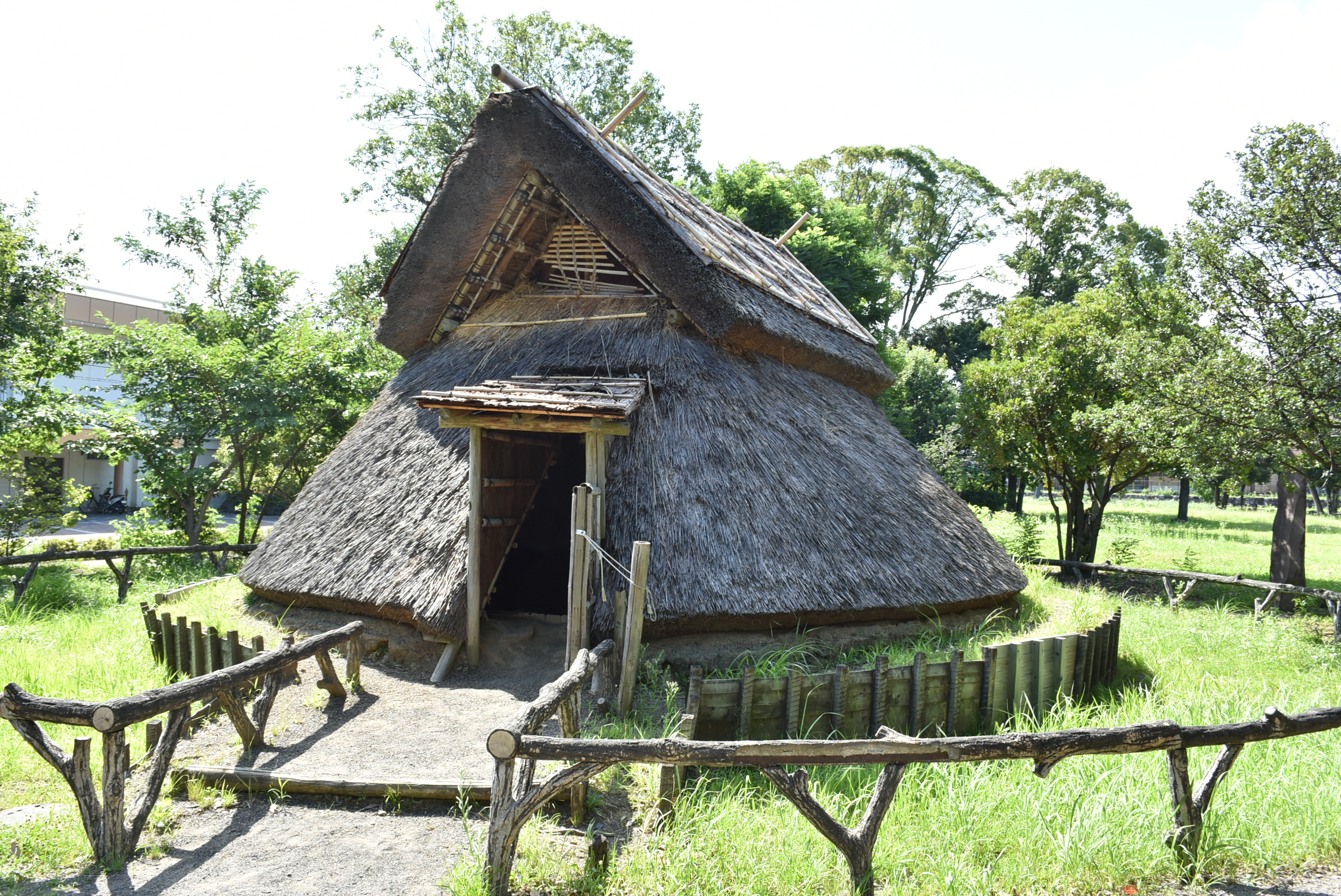
復元された登呂遺跡の竪穴状平地建物。周堤は羽目板と杭で護岸されている。

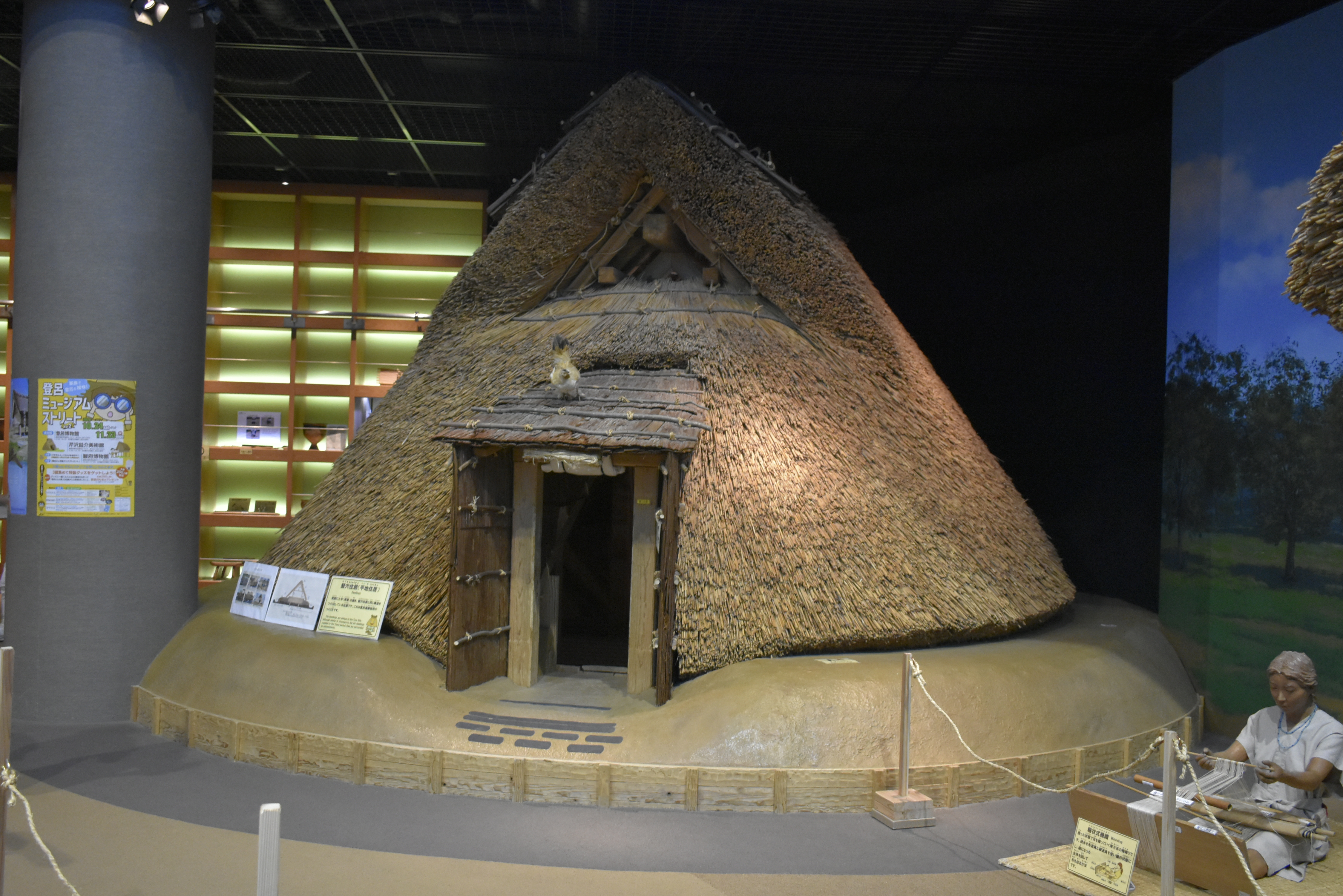
静岡市立登呂博物館1階に設置された竪穴状平地建物模型。周堤と外周溝（手前の灰色の部分）が再現されている。

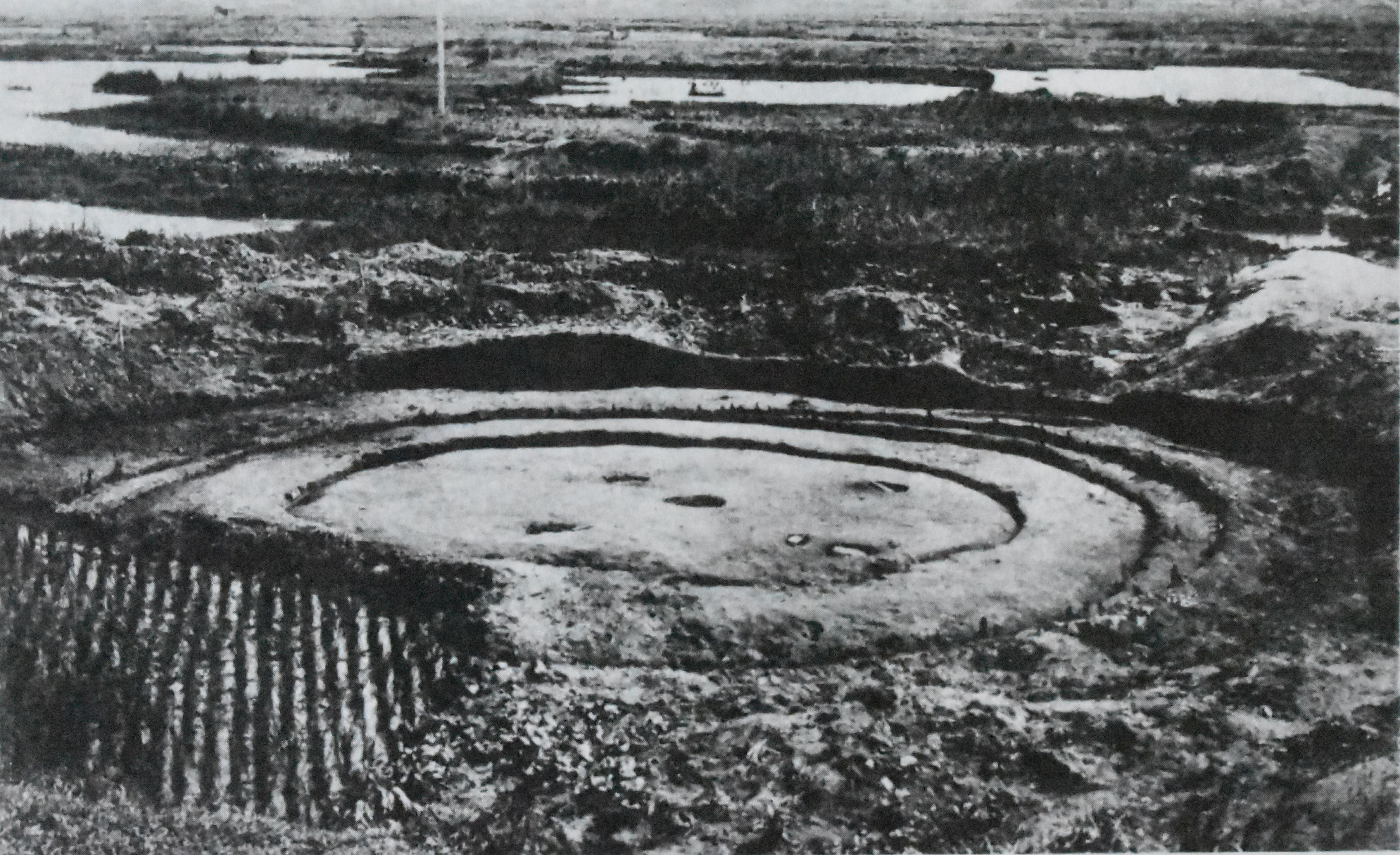
登呂遺跡の竪穴状平地建物の検出状況。周堤は削平されているが、床面が外の地表面と同じ高さであることがわかる。

竪穴状平地建物（たてあなじょうへいちたてもの）、または竪穴状建物（たてあなじょうたてもの）は、日本考古学における建物の遺構分類の1つ。弥生時代において、竪穴建物（竪穴住居とも）のように床面を地表より低く掘り下げないが、かわりに「周堤（しゅうてい）」と呼ばれる盛土で竪穴建物のような土壁を構築した平地建物（平地住居とも）を指す。現代に復元したものは外見が竪穴建物に酷似しており、竪穴建物として解説されることのある登呂遺跡（静岡県静岡市駿河区）の復元建物は、厳密にはこれに該当する。周堤の外側に「外周溝」を持つ例が多く、周溝式平地建物（しゅうこうしきへいちたてもの）という呼称もある。

## 概要
日本考古学における「平地建物」とは、床面をそれらが建てられた当時の地表面と同じか、わずかに盛土した程度の高さに構築した建物、およびその遺構をさす呼称であり、地面を掘り下げて（竪穴を掘って）地表面より低い位置に床面を構築する「竪穴建物」や、掘立柱などで地表面より高い位置に床面を浮かせて構築する「高床建物」などの用語と対比的に用いられる。つまり床面の「高さ」という基準に基づく分類名である。
平地建物には、掘立柱で屋根を支え、屋根の垂木を地面まで葺きおろす「伏屋式（ふせやしき）」のものや、垂木を地面まで葺きおろさず、軒下と壁とを持つ「壁立式」（かべだちしき）のものなどがあり、縄文時代前期には存在していたことが解っている。
また黒井峯遺跡（群馬県渋川市）の古墳時代集落の発掘調査の結果、検出された建物遺構の数が竪穴建物5棟・高床建物8棟に対し、平地建物が36棟と圧倒的に多かった事例のように、本来は竪穴建物などと同じか、それ以上の数で集落内に存在していた建物であった可能性が指摘されている。
静岡市駿河区の登呂遺跡や、富山県高岡市の下老子笹川遺跡（しもおいごささがわいせき）に見られる弥生時代後期の建物（主に住居と考えられている）は、建物周囲に「周溝（外周溝）」と呼ばれる楕円形の溝を掘削し、その内側に土手状の盛土である「周堤」を構築し、その上に伏屋式の上屋構造（屋根や梁、桁）をかけた構造と推定されている。外見上は竪穴建物に酷似する。
このような「外周溝」や「周堤」は、床面を地表より低く掘り込む通常の竪穴建物でも構築されることのある付帯施設であり、大阪府八尾市の八尾南遺跡や、群馬県渋川市の黒井峯遺跡などで事例が知られる。これらは弥生時代～古墳時代前期の低湿地遺跡（扇状地末端や沖積地などの低地帯に形成された遺跡）に多い傾向があることから、雨水の侵入防止や竪穴内部の除湿を目的に造られたと考えられている。
しかし登呂遺跡や下老子笹川遺跡での事例は、床を掘り下げず、地表と同じ高さにしたまま、周堤の内側壁面に竪穴建物の掘削壁（竪穴壁）と同様の機能を持たせているため、遺構の分類上は平地建物に該当する。これは当該遺跡が、低湿地遺跡においても特に地下水位が高く、地面を掘ると水が湧き出す土地であり、竪穴建物として建築するには不向きだったためと考えられている。